# Liếm hậu môn

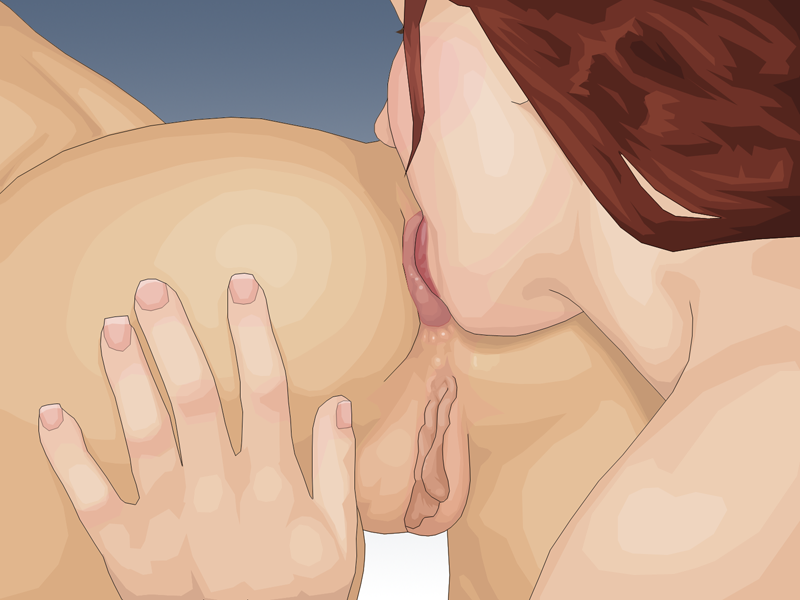
Mô tả của một người phụ nữ liếm hậu môn một người phụ nữ khác

Liếm hậu môn, từ bình dân là liếm đít, là một hành vi tình dục bằng miệng và tình dục hậu môn trong đó một người kích thích hậu môn của người khác bằng cách dùng miệng, môi, lưỡi, hoặc răng. Hành vi này có thể áp dụng cho mọi người với bất kỳ thiên hướng tình dục nào để tạo khoái cảm hoặc như một hình thức hạ nhục.

## Thực hiện

### Tổng quan
Khoái cảm của việc liếm hậu môn thường dựa trên ý nghĩa của hành động này. Hậu môn có một số lượng tương đối cao các dây thần kinh và có thể là một vùng kích thích tình dục, và người nhận có thể nhận được khoái cảm từ kích thích bên ngoài hậu môn. Người nhận được coi là đối tác thụ động, và người thực hiện hành vi liếm hậu môn là người chủ động. Mọi người có thể tham gia liếm hậu môn, trước khi có các hành vi dùng ngón tay móc hậu môn hoặc thâm nhập hậu môn, hoặc có thể dùng liếm hậu môn như một hình thức khởi động tình dục. Các nghiên cứu chỉ ra rằng việc liếm hậu môn rất ít khi xuất hiện trong tình dục đồng giới nữ.

### Kỹ thuật
Liếm hậu môn có thể liên quan đến một loạt các kỹ thuật để kích thích hậu môn, bao gồm hôn hoặc liếm; nó cũng có thể liên quan đến việc dùng lưỡi di chuyển xung quanh hậu môn hoặc lên và xuống bên trong bờ mông, trong và ngoài hậu môn.
Liếm hậu môn có thể được thực hiện trong một số tư thế quan hệ tình dục, bao gồm:
- Người bạn tình thụ động ở tư thế quỳ theo tư thế kiểu chó với người bạn tình chủ động thực hiện liếm hậu môn từ phía sau.
- Người bạn tình thụ động nằm ngửa với tư thế quan hệ tình dục thông thường, để hai chân giơ cao với đầu gối ép sát ngực, với sự hỗ trợ chẳng hạn một cái gối dưới hông để nâng mông lên cao. Với hậu môn thấy rõ, người bạn tình chủ động quỳ giữa hai chân bạn tình để thực hiện việc liếm hậu môn.
- Người bạn tình thụ động nằm trên trong tư thế 69.[7][8] Người bạn tình thụ động có thể nằm lên người bạn tình chủ động trong tư thế quan hệ tình dục thông thường, với chân giơ cao về phía trước để hậu môn dễ thấy hơn.
- thường được sử dụng kết hợp với vị trí 69 được mô tả chi tiết ở trên, vị trí khác có người bạn tình chủ động nằm ngửa với bạn tình thụ động ngồi lên mặt. Vị trí này cho phép người bạn tình thụ động trở nên năng động hơn hoặc thậm chí hoàn toàn chủ động vì có thể dễ dàng xoắn hông và xoay khung chậu khi cần.

## Rủi ro sức khỏe và phòng chống

### Rủi ro sức khỏe
Việc liếm hậu môn có nguy cơ ảnh hưởng sức khoẻ tiềm ẩn phát sinh từ sự tiếp xúc giữa miệng với phân người. Bệnh có thể lây truyền qua tiếp xúc với phân bao gồm: bệnh do vi khuẩn bao gồm nhiễm khuẩn shigella; các bệnh lây có hệ thống bao gồm viêm gan A, viêm gan siêu vi B, viêm gan siêu vi C, bại liệt, nhiễm virus papilloma ở người (HPV) và virus Herpes đơn; các ký sinh bao gồm các ký sinh đường tiêu hóa; viêm nhiễm trùng như bệnh Chlamydia, viêm dạ dày ruột, đau mắt đỏ, lậu mủ, Lymphogranuloma venereum và các bệnh lây truyền qua đường tình dục khác.
Dùng miệng liếm bộ phận sinh dục người khác ngay sau khi liếm hậu môn có thể đưa vi khuẩn Escherichia coli ("E. coli") vào trong niệu đạo, gây ra chứng nhiễm trùng đường tiểu. HIV/AIDS được cho là khó lây khi liếm hậu môn.

## Sử dụng như một hình phạt
Hành vi liếm hậu môn bắt buộc và thường là ở nơi công cộng được sử dụng từ thời cổ như một dạng hạ nhục và phạt vạ, thường áp dụng cho tù nhân. Việc sử dụng hành vi này đã có trong Chiến tranh Ba mươi Năm và được Grimmelshausen mô tả lại trong tác phẩm Simplicius Simplicissimus (1668). Thành ngữ liếm đít hay bợ đít vẫn thỉnh thoảng được dùng để mô tả hành vi của một người khi tỏ ra quá tôn trọng hoặc quá ngưỡng mộ một ai đó có quyền lực.
Trong hệ thống nhà tù Hoa Kỳ, liếm hậu môn là một trong những cách mà một tù nhân trả nợ của mình cho một tù nhân khác. Trong tiếng lóng của nhà tù, hành vi này được gọi là "ném salad".